# 16750 Marisandoz
16750 Marisandoz è un asteroide della fascia principale. Scoperto nel 1996, presenta un'orbita caratterizzata da un semiasse maggiore pari a 2,6336060 UA e da un'eccentricità di 0,1661540, inclinata di 4,82818° rispetto all'eclittica.